# الویس ساختمان را ترک کرده‌است

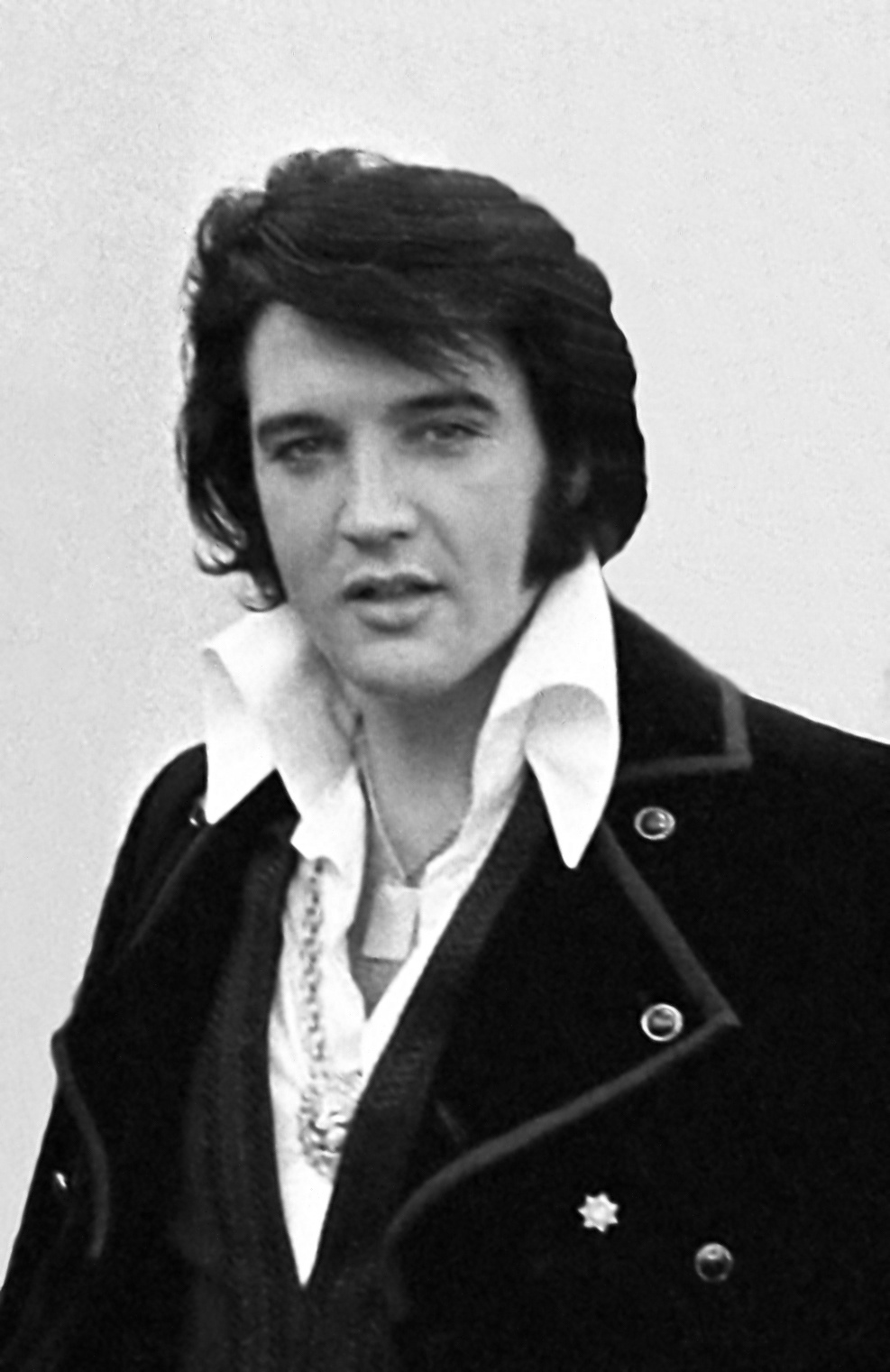
ریشهٔ اولیهٔ این‌جمله در زبان روزمرهٔ امروز انگلیسی‌زبانان، به کنسرت‌های الویس پریسلی، خوانندهٔ راک اند رول آمریکایی بازمی‌گردد.

«الویس ساختمان را ترک کرده‌است» (به انگلیسی: Elvis has left the building) جمله‌ای مشهور در زبان انگلیسی است که برای اعلام پایان‌یافتن برنامه‌ها و متفرق‌کردن جمعیت گفته می‌شود. 
ریشه رواج این جمله در زبان روزمره امروز انگلیسی‌زبانان، به کنسرت‌های الویس پریسلی، خواننده راک اند رول آمریکایی بازمی‌گردد که مجریان در پایان آن را خطاب به حاضران بیان می‌کردند. بدین معنا که الویس پریسلی (=شخصی که جمعیت برای دیدن او آمده) دیگر اینجا نیست و بنابراین دلیلی برای ماندن در اینجا برای شما وجود ندارد.